# Gymnopilus
Gymnopilus es un género de hongos basidomisetos de la familia Strophariaceae, tiene más de 200 especies.
Algunas especies tienen compuestos psicoactivos, como psilocibina.

## Especies
Según Catalogue of Life (10 de noviembre de 2013):
- Gymnopilus abramsii
- Gymnopilus aculeatus
- Gymnopilus acystidiatus
- Gymnopilus aeruginosus
- Gymnopilus alienus
- Gymnopilus allantopus
- Gymnopilus alpinus
- Gymnopilus amarissimus
- Gymnopilus angustifolius
- Gymnopilus anomalus
- Gymnopilus arenicola
- Gymnopilus arenophilus
- Gymnopilus areolatus
- Gymnopilus armillatus
- Gymnopilus aurantiacus
- Gymnopilus aurantiobrunneus
- Gymnopilus aurantiophyllus
- Gymnopilus austropicreus
- Gymnopilus austrosapineus
- Gymnopilus avellanus
- Gymnopilus baileyi
- Gymnopilus bakeri
- Gymnopilus bellulus
- Gymnopilus braendlei
- Gymnopilus brevipes
- Gymnopilus brittoniae
- Gymnopilus bryophilus
- Gymnopilus caerulovirescens
- Gymnopilus cantharelloides
- Gymnopilus capitatus
- Gymnopilus castaneus
- Gymnopilus chilensis
- Gymnopilus chrysimyces
- Gymnopilus chrysites
- Gymnopilus chrysopellus
- Gymnopilus chrysotrichoides
- Gymnopilus communis
- Gymnopilus corsicus
- Gymnopilus corticophilus
- Gymnopilus crassitunicatus
- Gymnopilus croceoluteus
- Gymnopilus crocias
- Gymnopilus crociphyllus
- Gymnopilus cyanopalmicola
- Gymnopilus decipiens
- Gymnopilus decurrens
- Gymnopilus depressus
- Gymnopilus dilepis
- Gymnopilus dryophilus
- Gymnopilus dulongjiangensis
- Gymnopilus earlei
- Gymnopilus eccentricus
- Gymnopilus echinulisporus
- Gymnopilus elongatipes
- Gymnopilus epileatum
- Gymnopilus excentriciformis
- Gymnopilus ferruginosus
- Gymnopilus filiceus
- Gymnopilus flavidellus
- Gymnopilus flavifolius
- Gymnopilus flavipunctatus
- Gymnopilus flavus
- Gymnopilus fulgens
- Gymnopilus fulvicolor
- Gymnopilus fulvosquamulosus
- Gymnopilus fuscosquamulosus
- Gymnopilus galerinopsis
- Gymnopilus giganteus
- Gymnopilus hainanensis
- Gymnopilus hallianus
- Gymnopilus hemipenetrans
- Gymnopilus hillii
- Gymnopilus hispidellus
- Gymnopilus hispidus
- Gymnopilus humicola
- Gymnopilus hybridus
- Gymnopilus igniculus
- Gymnopilus imperialis
- Gymnopilus intermedius
- Gymnopilus janthinosarx
- Gymnopilus josserandii
- Gymnopilus junonius
- Gymnopilus karnalensis
- Gymnopilus karrara
- Gymnopilus konkinyerius
- Gymnopilus lacticolor
- Gymnopilus lepidotus
- Gymnopilus levis
- Gymnopilus liquiritiae
- Gymnopilus longipes
- Gymnopilus luteocarneus
- Gymnopilus luteofolius
- Gymnopilus luteoviridis
- Gymnopilus lutescens
- Gymnopilus luteus
- Gymnopilus macrocheilocystidiatus
- Gymnopilus magnificus
- Gymnopilus magnus
- Gymnopilus marasmioides
- Gymnopilus marginatus
- Gymnopilus maritimus [2]
- Gymnopilus marticorenai
- Gymnopilus medius
- Gymnopilus megasporus
- Gymnopilus melleus
- Gymnopilus mesosporus
- Gymnopilus microloxus
- Gymnopilus micromegas
- Gymnopilus microsporus
- Gymnopilus minutosporus
- Gymnopilus mitis
- Gymnopilus moabus
- Gymnopilus mullaunius
- Gymnopilus nashii
- Gymnopilus naucorioides
- Gymnopilus nevadensis
- Gymnopilus njalaensis
- Gymnopilus norfolkensis
- Gymnopilus noviholocirrhus
- Gymnopilus novoguineensis
- Gymnopilus obscurus
- Gymnopilus ochraceus
- Gymnopilus odini
- Gymnopilus ombrophilus
- Gymnopilus oregonensis
- Gymnopilus oxylepis
- Gymnopilus pachycystis
- Gymnopilus pacificus
- Gymnopilus palmicola
- Gymnopilus panelloides
- Gymnopilus panurensis
- Gymnopilus parrumbalus
- Gymnopilus parvisporus
- Gymnopilus parvisquamulosus
- Gymnopilus parvulus
- Gymnopilus patriae
- Gymnopilus peliolepis
- Gymnopilus penetrans
- Gymnopilus perisporius
- Gymnopilus permollis
- Gymnopilus perplexus
- Gymnopilus pholiotoides
- Gymnopilus picreus
- Gymnopilus pleurocystidiatus
- Gymnopilus praecox
- Gymnopilus praefloccosus
- Gymnopilus praelaeticolor
- Gymnopilus pratensis
- Gymnopilus psamminus
- Gymnopilus pseudocamerinus
- Gymnopilus pseudofulgens
- Gymnopilus pulchrifolius
- Gymnopilus punctifolius
- Gymnopilus purpuratus
- Gymnopilus purpureonitens
- Gymnopilus purpureosquamulosus
- Gymnopilus pusillus
- Gymnopilus radicicola
- Gymnopilus rigidus
- Gymnopilus robustus
- Gymnopilus rufescens
- Gymnopilus rufobrunneus
- Gymnopilus rufopunctatus
- Gymnopilus rufosquamulosus
- Gymnopilus rugulosus
- Gymnopilus russipes
- Gymnopilus sapineus
- Gymnopilus satur
- Gymnopilus sordidostipes
- Gymnopilus spadiceus
- Gymnopilus spinulifer
- Gymnopilus stabilis
- Gymnopilus subbellulus
- Gymnopilus subdryophilus
- Gymnopilus subearlei
- Gymnopilus suberis
- Gymnopilus subfulgens
- Gymnopilus subgeminellus
- Gymnopilus submarasmioides
- Gymnopilus subpenetrans
- Gymnopilus subpurpuratus
- Gymnopilus subrufobrunneus
- Gymnopilus subsapineus
- Gymnopilus subspectabilis
- Gymnopilus subsphaerosporus
- Gymnopilus subtropicus
- Gymnopilus subviridis
- Gymnopilus tasmanicus
- Gymnopilus tenuis
- Gymnopilus terrestris
- Gymnopilus terricola
- Gymnopilus testaceus
- Gymnopilus thiersii
- Gymnopilus tomentulosus
- Gymnopilus tonkinensis
- Gymnopilus trailii
- Gymnopilus tropicus
- Gymnopilus tuxtlensis
- Gymnopilus tyallus
- Gymnopilus underwoodii
- Gymnopilus unicolor
- Gymnopilus validipes
- Gymnopilus velutinus
- Gymnopilus ventricosus
- Gymnopilus viridans
- Gymnopilus viscidissimus
- Gymnopilus weberi
- Gymnopilus yangshanensis
- Gymnopilus zempoalensis
- Gymnopilus zenkeri